# Marino Keulen
Marino Ghislainus Keulen, né le 24 octobre 1963 à Tongres, est un homme politique belge flamand, membre du VLD. 
Il fut ministre flamand de l’Administration intérieure, de l’Urbanisation, de l’Habitat et de l’Intégration de la Communauté et de Région flamande de 10 juin 2003 au 6 juin 2009.
En novembre 2007, il refuse de nommer trois bourgmestres francophones de la périphérie bruxelloise.
Il est réélu député flamand en 2009, mais son parti ne participe pas au gouvernement.
Aux communales de 2012, il est élu bourgmestre de Lanaken (2013-).